# GovWorks.com
govWorks Inc. foi uma empresa ponto com que foi fundada em 1998 por Kaleil Isaza Tuzman e Tom Herman.
Faliu com a explosão da  bolha da Internet em 2000. O crescimento e queda dela foi é vista num documentário de 2001 Startup.com.
A empresa, originalmente conhecida como Public Data Systems, produziu um software para ajudar cliente do governo dos USA a rastrear contratos e funções de compra. Com o aceleramento do seu crescimento, a companhia fez uma transição para o campo da internet.
A empresa se dispunha a prover um site que permitisse cidadãos em comunidades locais a acessar, pagar ou aplicar, por serviços da cidade, "jobs or receive community information". Ao contrario de muitas empresas ponto com da época, os serviços providos pela govWorks.com pareciam ter um plano de negócio bastante fundamentado, um mercado que precisava dos seus serviços e oferecia acesso fácil a serviços pelo seu portal na internet.  No entanto, como muitas outras, erros de gerenciamento na govWorks, demanda por capital, velocidade do mercado e falha na execução do serviço contribuíram para a falha da companhia.  Em Janeiro de 2001, Tuzman e seus investidores venderam a companhia para First Data Corporation e o site www.govworks.com agora aponta para um site de domínios.
De acordo com pronunciamentos públicos pelo co-fundador da govWorks.com Tom Herman, a venda resultou em percas para os investidores e fundadores. A companhia queimou aproximadamente 60 milhões de dólares em capital de investimento durante seus três anos de existência.
Durante a existência da companhia, cidades como Grand Island, New York, mostraram interesse em usar seus serviços. Uma pesquisa conduzida pelo The Economist concluiu que as pessoas preferiam pagar taxas ao governo pela internet por conta da conveniência. Mesmo assim, govWorks’ não conseguiu vencer alguns dos mais comuns desafios enfrentados por companhias stat-up e é classificado pela Cnet.com como uma dentre as dez maiores falhas de empresas ponto com do seu tempo.

## História
A companhia foi fundada em Maio de 1998 com 8 funcionários e originalmente conhecida como Public Data Systems. O modelo de entrega de serviço para govWorks, o qual foi inspirado por Tuzman depois que ele encontrou um ticket de estacionamento de dois anos no seu apartamento em New York, que seria oferecer a capacidade das pessoas pagarem por despesas da cidade pelo seu portal da internet. A primeira abertura dos serviços online da govWorks.com para selecionar mercados aconteceu em Outubro de 1999 em cidades chaves em Massachusetts e Connecticut, com um serviço em larga escala planejado para o começo de 2000.
Poucos meses depois da fundação da govWorks.com, interesse na companhia era forte e o número de funcionários da govWorks.com cresceu para 30 funcionários em Agosto de 1998 e em Outubro de 1998 a companhia já tinha 70 funcionários. O filme The Startup.com mostrou uma cultura de negócio com energia e excitação; pessoas estavam interessadas em entrar na companhia com a esperança de entrarem nos primeiros estágios de uma empresa ponto com de sucesso. Com investimento de capital adicionais a companhia e com a companhia chegando perto de seu funcionamento total em 2000, a companhia expandiu ainda mais seus funcionários, de 120 funcionários em Janeiro de 2000 para mais de 250 funcionários em Abril de 2000. No entanto, assim como mostrado no filme, govWorks.com sofreu um grande número de problemas organizacionais que eventualmente levariam a companhia a ruína.
Perto de fim de 2000, quando ficou claro que a companhia estava perdendo dinheiro e não sendo capaz de executar os serviços propostos, a companhia sofreu uma redução dramática no seu número de empregados para 60 funcionários em Novembro de 2000, em uma tentativa de reduzir os custos em 1 milhão de gólares por mês.
Por fim a companhia foi vendida para First Data Corporation em Janeiro de 2001.
O filme documentário, Startup.com, que foi lançado por Artisan em Maio de 2001, ganhou o grande prêmio no 2001 Sundance Film Festival. e acumulou 765 mil dolares em receitas no seu lançamento.

## Time de administração e Mesa de Diretores
A administração do govWorks.com consistia dos seguintes indivíduos, incluindo suas posições e afiliações em outras companhias e organizações:
- Kaleil D. Isaza Tuzman - Presidente, CEO e Co-Fundador da govWorks
- George C. Fatheree, III - Desenvolvimento da Comunidade e Co-Fundador
- Thomas J. Herman - CTO e Co-Fundador
- Kenneth W. Austin - Fundado da Mesa de Diretores e Chefe Legal
- Jason Bernstein - Desenvolvimento Corporativo
- Roy Burstin - Gerenciamento de Produtos
- Jose E. Feliciano - Finanças e Administração
- Michael Goodman - Divisão dos Consumidores
- Julian Herbstein - govWorks Internacional
- Salvatore Salamone - Setor Público
- Dina Dublon - Vice Presidente Executivo e CFO do Banco Chase de Manhattan
- Joel Z. Hyatt - Fundadores da Hyatt Serviços Legais, Hyatt Planos Legais e professor de empreendedorismo da Universidade de Stanford
- Maynard H. Jackson - Presidente, Jackson Securities, e três vezes prefeito de Atlanta
- Henry R. Kravis - Parceiro Fundador da Kohlberg Kravis Roberts e Presidente do fundo de investimentos de New York
- Michael J. Levinthal - Parceiro Geral, Fundo de Mayfield

Em adição ao time administrativo e a Mesa Diretora, o time da govworks também incluia 25 consultores de negócio agrupados em quatro distintos conselhos, incluindo: Setor Público, Setor sem fins lucrativos, Setor Corporativo e Setor Internacional.

## Companhia Afiliadas
Coletivamente, a governança corporativa do govworks.com estava associada com 31 companhias e instituições, com e sem fins lucrativos, de uma variedades de setores do mercado, incluindo:
Chase Manhattan, Hyatt Legal Services, Stanford University, Jackson Securities, Kohlberg Kravis Roberts, New York City Investment Fund, Mayfield Fund, Corradini & Company, The Duberstein Group, Barnes & Thornburg, Sapient Corporation, Vestar Capital Partners, Urban Health Initiative, Harvard University, JumpStart, The ASHOKA Foundation, Public Allies, Kirshenbaum Bond Partners, MassHysteria.com, Chrysler Corporation, Into Networks, Endeavor Fund, Sportsline.com, Vignette, Premier Asset Management, Star Media Networks, Patagon.com, COTESA, S.A. de C.V., Chrysalis Capital, First International Resources Inc., ISI Emerging Markets.

## Competidores
Um dos competidores mais fortes do govWorks.com foi uma companhia com sede em Atlanta chamada EzGov.com.  Assim como retratado como famoso no filme, o co-fundador do EzGov Bryan Mundy foi convidado por Tuzman para vir fazer um tour no escritório da govWorks pouco antes da companhia lançar seu software. Similar a govWorks, EzGov oferecia software para governos locais e municipios para permitir a cidadãos pagarem por bilhetes de estacionamento, taxas e obter outros serviços da cidade de forma a estarem abertos 24 horas por dia.  Infelizmente, Mundy e uma mulher desconhecida morreram em incêndio residencial em Janeiro de 2001.
A govWorks tinha outros competidores; alguns dos quais ofereciam serviços similares mas a um custo muito mais baixo e em alguns casos de graça, pois os modelos de serviço dos competidores dependiam de formas alternativas de financiamento contra a abordagem de financiamento pelos clientes do govWorks.

## Pedido de Falência
Em Março de 2001, govWorks.com oficialmente pediu pelo Capítulo 11 de proteção a falência. No tempo do pedido, a companhia listou suas posses em aproximadamente 8 milhões de dólares e passivos de 40 milhões de dólares além dos mais de 70 milhões de dólares arrecadados por investidores.

## Dono Atual
O site govWorks.com agora aponta para um domínio genérico.